# Bandinello Sauli
Bandinello Sauli (ur. w 1484 w Genui, zm. 29 marca 1518 w Monterotondo) – włoski kardynał.

## Życiorys
Pochodził ze szlacheckiej rodziny; był jednym z szóstki dzieci Pasquale’a Sauli i Marioli Giustiniani Longhi. Był protonotariuszem apostolskim i sekretarzem papieskim do 1511. W 1509 został biskupem Gerace. Zrezygnował z tej funkcji 19 listopada 1517. Na konsystorzu, został kreowany kardynałem diakonem S. Adriano al Foro 17 marca 1511. Brał udział w konklawe 1513, które wybrało Leona X. 18 lipca 1516 objął diakonię Santa Maria in Trastevere. 22 czerwca 1517, wspólnie z Alfonso Petruccim i Adriano Castello, brał udział w zamachu na życie papieża, za co został pozbawiony godności kardynalskiej i uwięziony w Zamku św. Anioła. Miesiąc później jednak, 31 lipca 1517 papież przywrócił mu tytuł kardynała. Sauli zmarł w Monterotondo, możliwe że w wyniku otrucia.